# Цебро

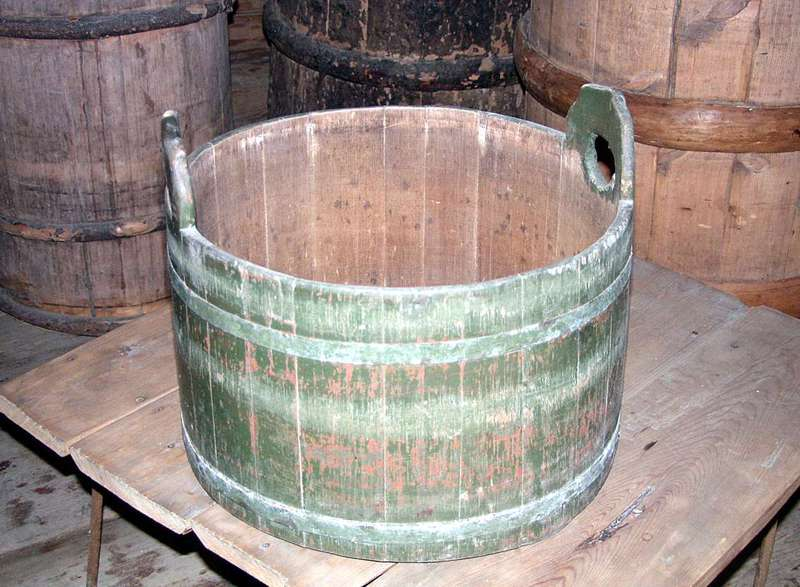
Цебро

Цебро́ або це́бер, цебе́р (від пол. ceber, dzber < прасл. *čьbьrъ) — велика дерев'яна посудина, конічна або циліндрична, має вигляд зрізаної діжки. Велике цебро ще називається баддя́ (від тур. badya), маленькі діжки з ручками називають ряжками.

## Види
Залежно від призначення, використовували різні види цебрів:
- У вигляді дерев'яної (рідше металевої) зрізаної діжки, яку використовують для різних господарських потреб (для збирання помиїв, годівлі худоби і т. ін.).
- Цеберка — конічна дерев'яна посудина з дужкою, призначена для носіння та зберігання води та іншої рідини; велике відро.
- Дерев'яне кругле корито, в якому золили — випарювали у попелі білизну, прали. Після використання, жінки перевертали цебро догори дном, і сідали зверху, «би діти легко родилися та черево зразу по весіллі у дочок росло».
- Цебром називають велику дерев'яну або металеву посудину у вигляді конічного або циліндричного відра, якою підіймають воду з колодязя, руду або ґрунт з шахт.
- Цебро прохідницьке (баддя прохідницька) — прилад для підіймання породи, матеріалів, обладнання, а також людей при будівництві вертикальних виробок.

## Галерея

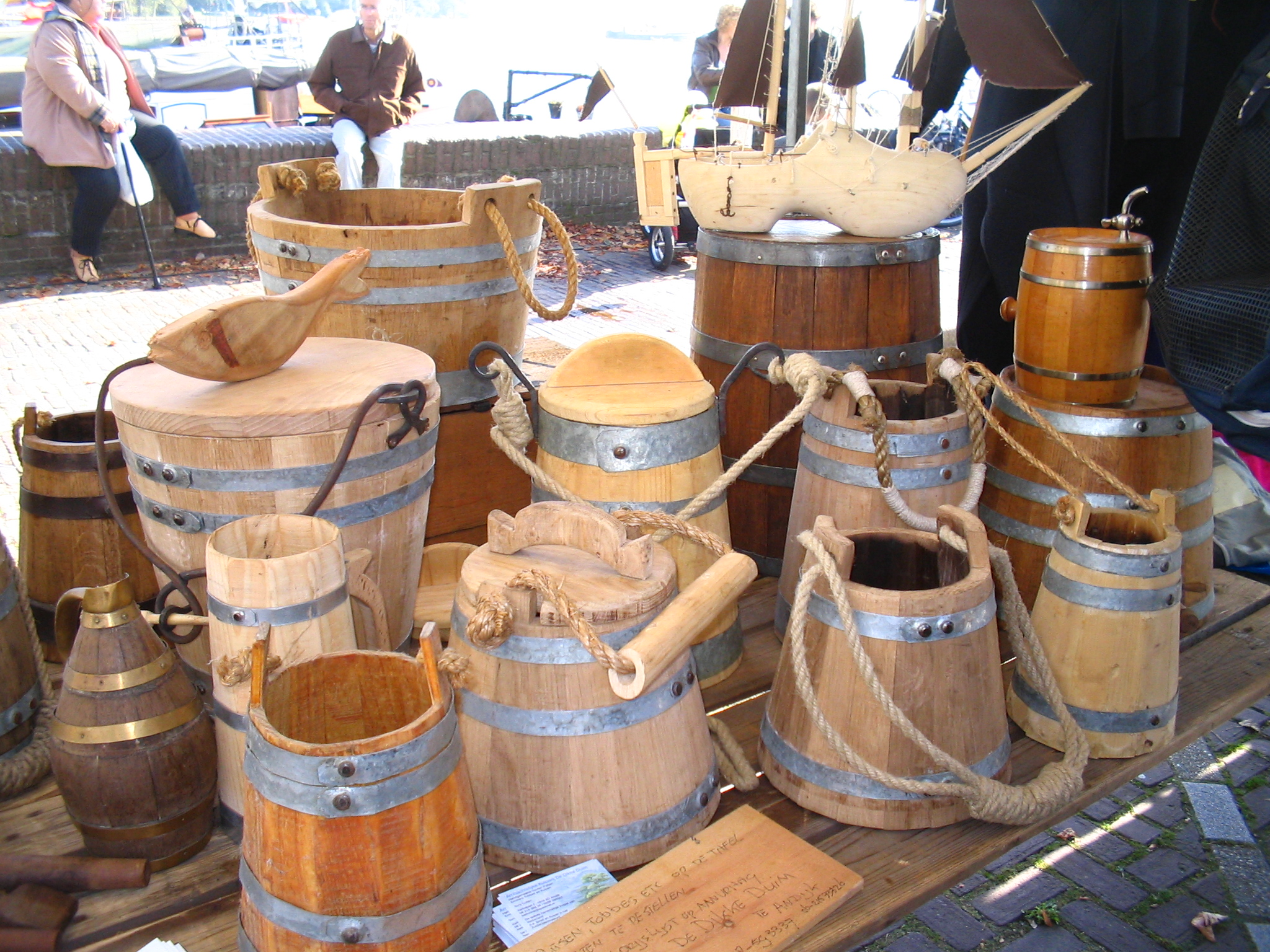
Цебра різних розмірів
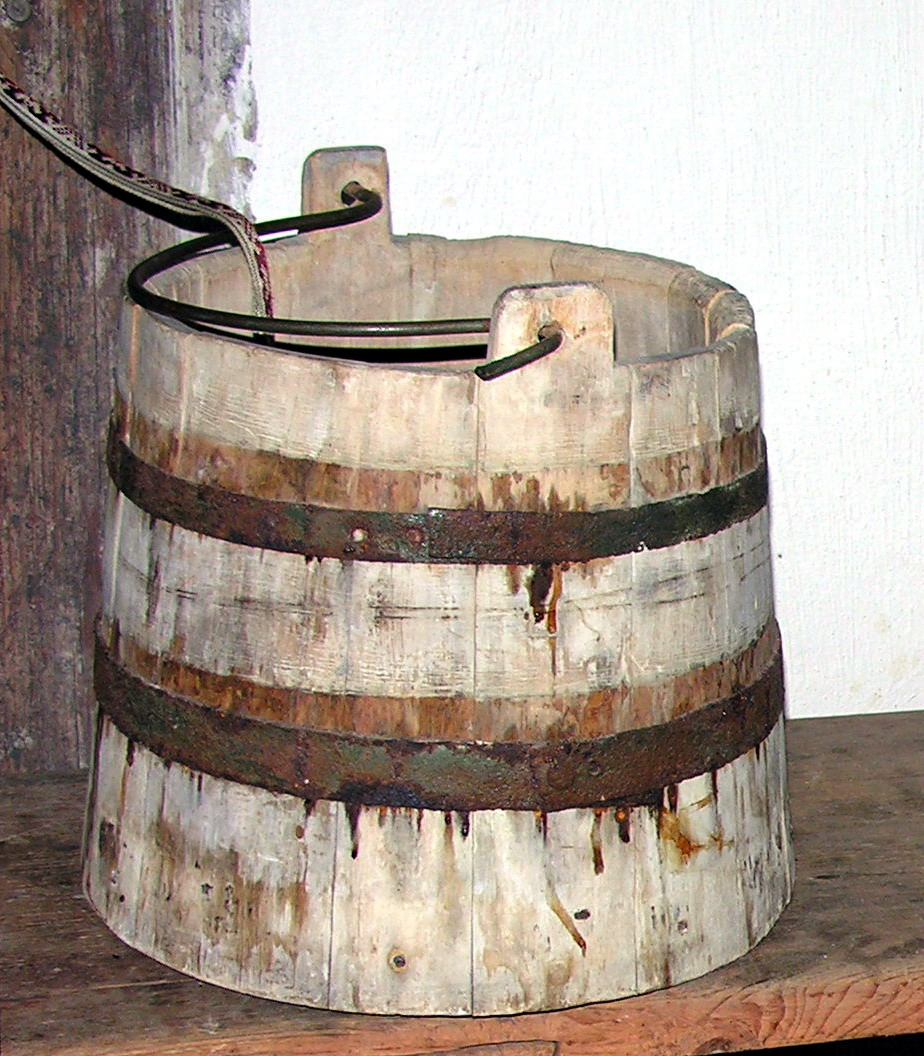
Цебро з дужкою
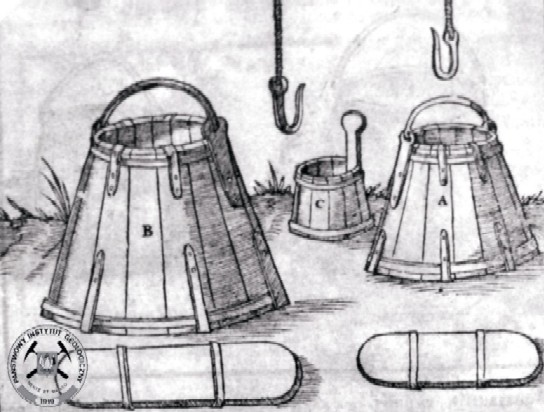
Цебро (баддя) для шахтного водовідливу у пізньому середньовіччі (за Г.Агріколою).
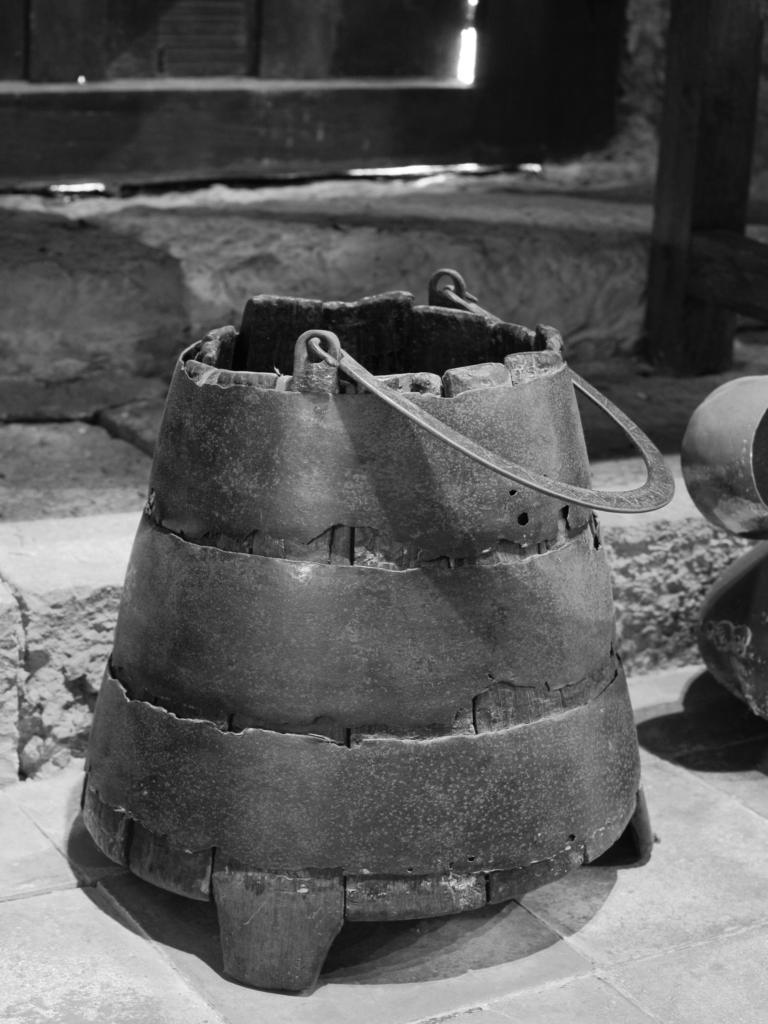
Цебро — баддя
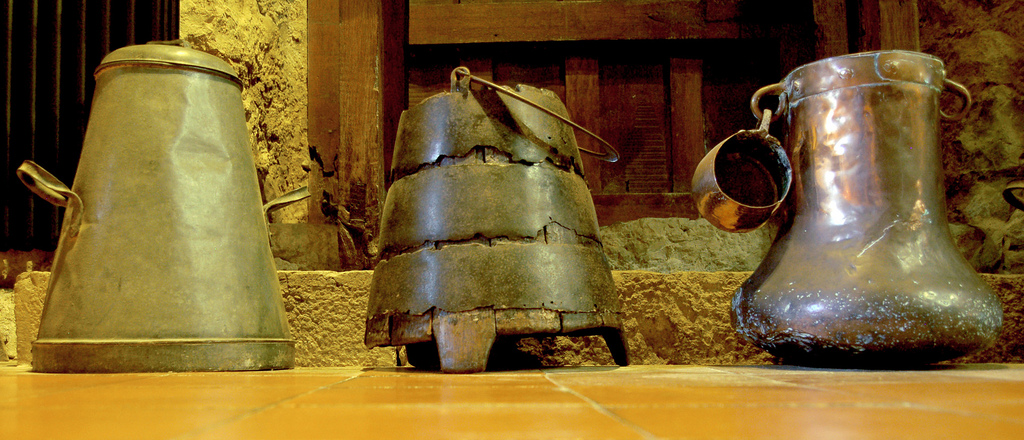
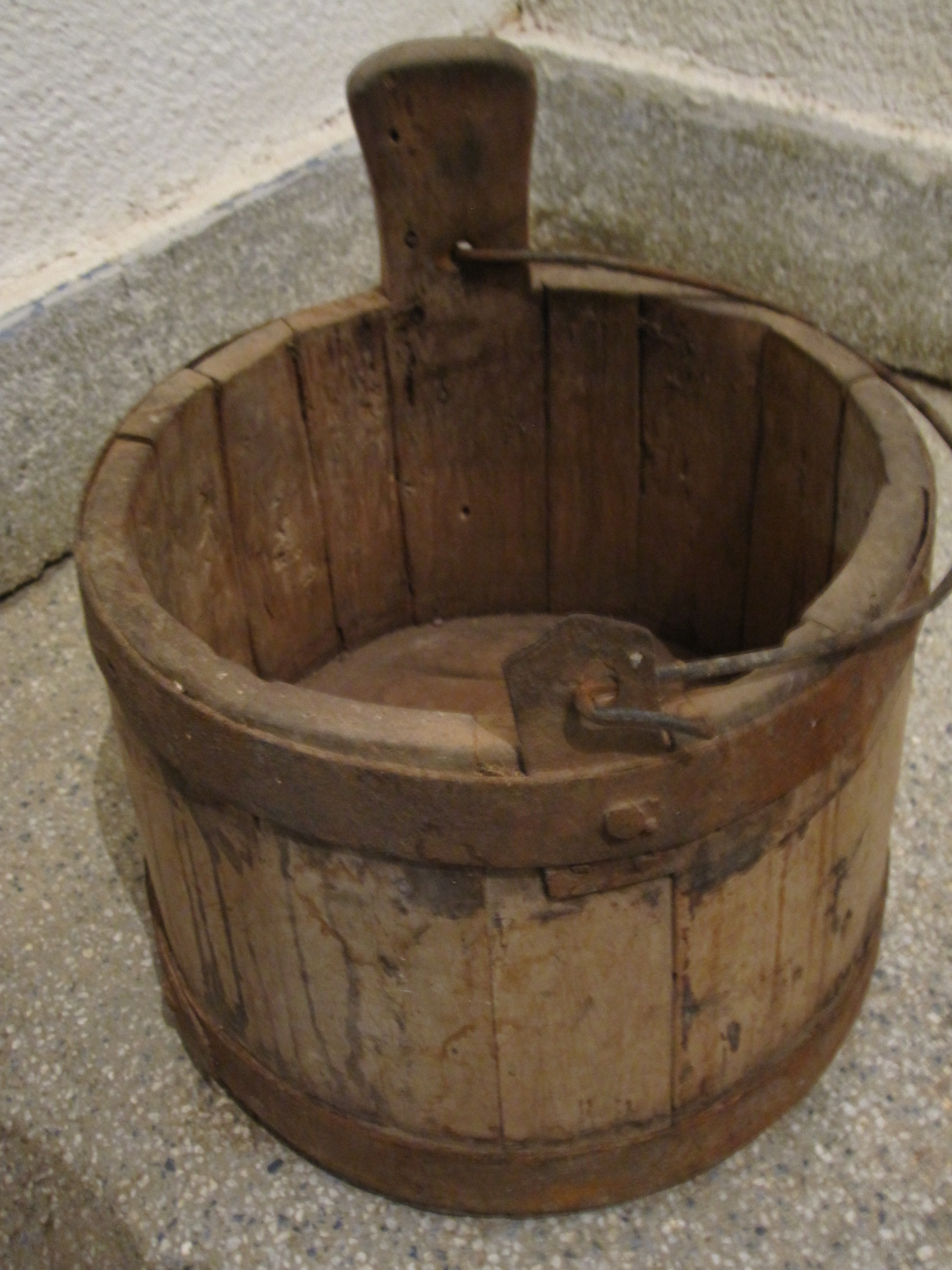